# Mircea Oprea
Mircea Oprea est un footballeur roumain né le 20 avril 1980 à Sibiu.

## Carrière
- 1999-2000 : Rocar Bucarest  Roumanie
- 2000-2001 : Fulgerul Bragadiru  Roumanie
- 2001-2002 : CAM Timisoara  Roumanie
- 2002-2003 : Politehnica Timișoara  Roumanie
- 2003-2004 : Politehnica Timișoara  Roumanie
- 2004-2005 : Politehnica Timișoara  Roumanie
- 2005-2006 : National Bucarest  Roumanie
- 2006-2007 : Politehnica Timișoara  Roumanie
- 2007-2008 : Ceahlăul Piatra Neamț  Roumanie